# Glossocratus koreanus
Glossocratus koreanus är en insektsart som beskrevs av Kae Kyoung Kwon och Lee 1979. Glossocratus koreanus ingår i släktet Glossocratus och familjen dvärgstritar. Inga underarter finns listade i Catalogue of Life.